# Altonian
Het Altonian is een geologisch tijdvak dat wordt gebruikt in Nieuw-Zeeland. Het is een deel van het Mioceen. Het duurde (gerekend vanaf de 21ste eeuw) van 17,5 tot 16,5 miljoen jaar geleden. Als tijdslaag zit het tussen Otaian en  Cliffdenia. Altonian valt te vergelijken met de Burdigalien tijdsschaal. 